# Silesis iriomotensis
Silesis iriomotensis là một loài bọ cánh cứng trong họ Elateridae. Loài này được Ôhira miêu tả khoa học năm 1968.